# Чёрная Калитва
Чёрная Калитва — река в Белгородской и Воронежской областях России. Правый приток Дона, в который Чёрная Калитва впадает в 1105 км от его устья. Длина — 162 км. Площадь водосбора — 5750 км².

## География
Берёт своё начало между хуторами Папушин и Власов Белгородской области, питаясь главным образом подземными водами. Далее протекает через каскад гидротехнических сооружений (прудов) у сёл Жуково и Варваровка. Вблизи Варваровки в Чёрную Калитву впадает её правый приток от села Гарбузово. Ниже этого места река становится более полноводной, затем у села Красного в неё впадает левый безымянный приток. Ниже этого места река протекает по территории Воронежской области.

## Притоки
Крупнейшие притоки: левобережный приток — река Ольховатка в посёлке городского типа Ольховатка и правобережный приток — река Свинуха, левобережный приток — река Россошь или Сухая Россошь в городе Россошь.
Впадают реки (км от устья)
- 12 км: река Криница
- 32 км: река Малая Меженка
- 43 км: река без названия, в 1,2 км ниже с. Морозовка
- 48 км: река без названия, в 0,5 км к С от с. Морозовка
- 52 км: река Свинуха
- 59 км: река Россошь (Сухая Россошь)
- 69 км: река в балке Мохов Яр
- 84 км: река Ольховатка
- 118 км: река без названия, у с. Советское
- 123 км: река без названия, у с. Хмызовка
- 137 км: река без названия, у с. Варваровка